# Epitélio gengival oral
O epitélio gengival oral ou epitélio oral reveste a cavidade oral e estende-se da margem gengival à junção mucogengival. É pavimentoso, estratificado, orto/paraqueratinizado, possui quatro camadas celulares (basal, espinhosa, granulosa e córnea). Possui alto poder de renovação, entre dez e quinze dias.